# Te Rere Mahanga
Te Rere Mahanga ist ein Wasserfall bislang nicht ermittelter Fallhöhe im Egmont-Nationalpark in der Region Taranaki auf der Nordinsel Neuseelands. Im Südosten der Kaitake Range liegt er im Lauf eines Quellbachs des Oakura River.